# Cornelis van der Klugt

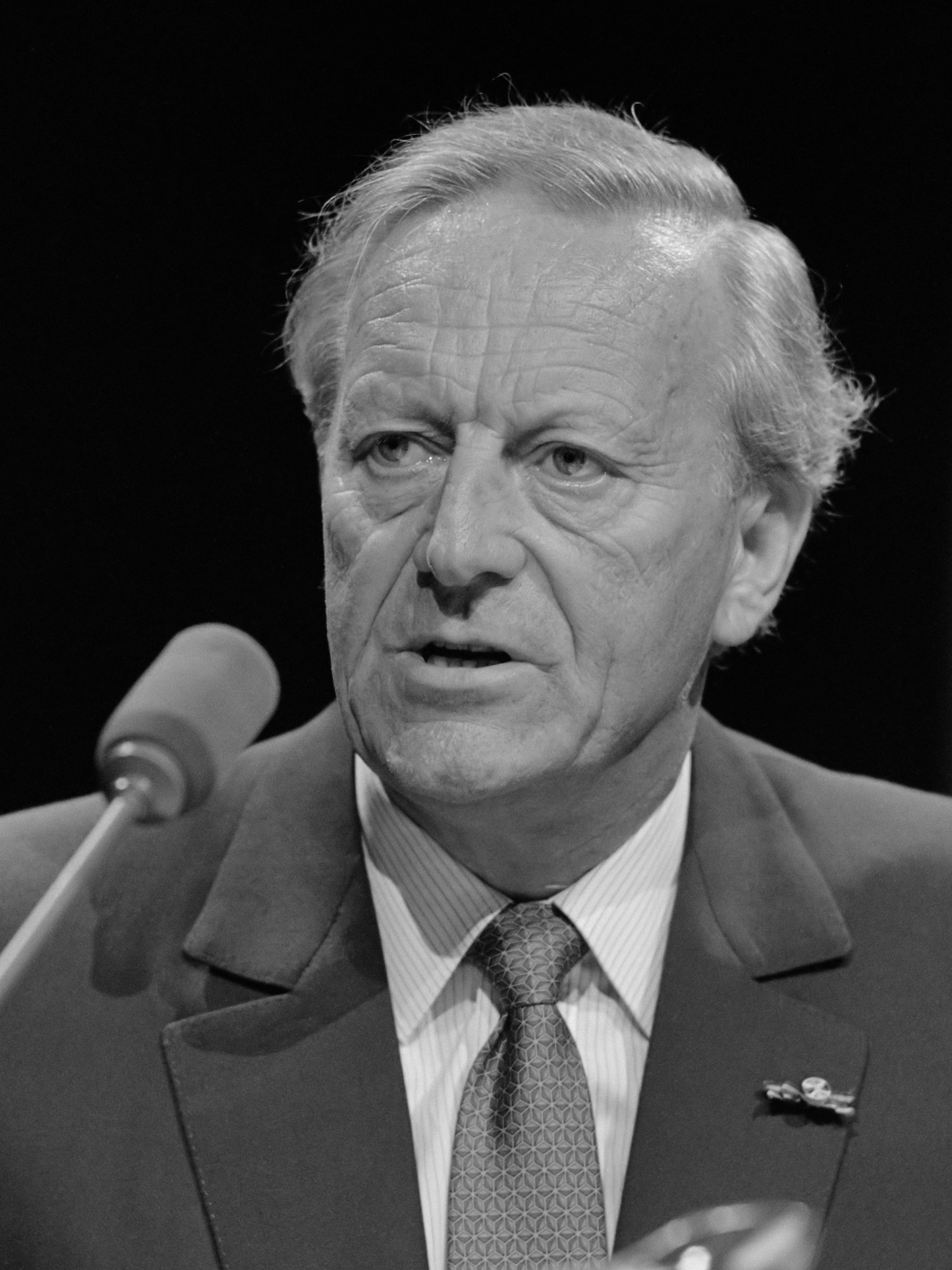
Cor van der Klugt (1989)

Cornelis van der Klugt (* 30. März 1925 in Haarlem; † 6. Januar 2012) war ein niederländischer Manager.

## Leben
Klugt studierte Wirtschaftswissenschaften, musste sein Studium jedoch 1943 aufgrund des Krieges abbrechen. 1950 wurde er Mitarbeiter der N.V. Philips’  „Gloeilampenfabrieken“ in Eindhoven. Über diverse Stationen trat er 1960 als Direktionsassistent in die Philips Organisation in Chile ein. 1963 wurde er zum Direktor von Philips Uruguay ernannt, 1968 folgte der Posten des kommerziellen  Direktors von Philips Brasilien. Anfang 1981 wurde er zum allgemeinen Direktor derselben Organisation berufen. Ab Juli 1978 gehörte Klugt dem Vorstand der Philips’ Gloeilampenfabrieken an. Im Jahr 1982 wurde er Vizepräsident und stellvertretender Vorstandsvorsitzender des Weltkonzerns. Im Frühjahr 1985 legte der bisherige Vorstandsvorsitzende Wisse Dekker sein Amt nieder und Klugt wurde neuer Vorsitzender, bis ihn 1990 Jan  Timmer ablöste.